# الشعرة شعرة العجائز
الشعرة شعرة العجائز قرية سورية تتبع ناحية سنجار في منطقة معرة النعمان في محافظة إدلب. بلغ عدد سكانها 630 نسمة في عام 2004 حسب إحصاء المكتب المركزي للإحصاء.